# Garypus maldivensis
Garypus maldivensis es una especie de arácnido del orden Pseudoscorpionida de la familia Garypidae.

## Distribución geográfica
Se encuentra en Maldivas.